# 烏爾邁因

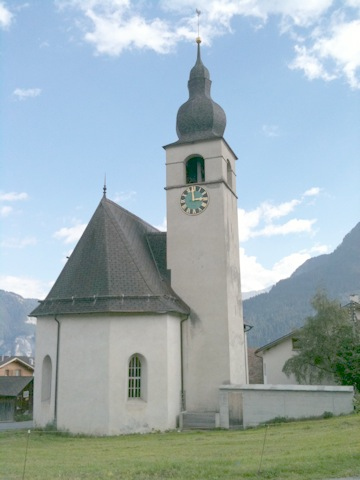

烏爾邁因是瑞士的城鎮，位於該國東部，由格勞賓登州負責管轄，面積4.33平方公里，海拔高度1,264米，2011年人口114，人口密度每平方公里26人。